# Loropéni
Loropéni ist sowohl eine Gemeinde (französisch commune rurale) als auch ein dasselbe Gebiet umfassendes Departement im westafrikanischen Staat Burkina Faso in der Region Sud-Ouest und der Provinz Poni. Die Gemeinde hat 45.297 Einwohner.
Im Juni 2009 wurden die Ruinen von Loropéni, Teil eines ehemaligen Systems von Befestigungsanlagen zum Schutz des Transsaharahandels mit Gold, als erstes Objekt des Landes in die Liste des UNESCO-Welterbes aufgenommen.